# Can Monac
Can Monac és una obra del municipi de Teià (Maresme) inclosa en l'Inventari del Patrimoni Arquitectònic de Catalunya.

## Descripció
Masia d'estructura basilical del segle xiv. Presenta un cos central elevat, cobert amb una teulada de dues vessants i el carener perpendicular a la façana principal. Compta amb planta baixa i un pis, mentre que el cos central té dos pisos. Destaca la porta d'arc de mig punt adovellat a la planta baixa i les dues finestres gòtiques del primer pis, amb les llindes treballades en forma d'arc conopial amb lòbuls. La finestra del pis superior, al cos central, té llinda de pedra i brancals de carreus ben escairats i polits.
S'observen diverses espitlleres i la inscripció 1646, data d'una reforma. Destaca també el detall esculpit sobre la dovella clau del portal. El cos dret de la masia correspon a un altr habitatge.

## Història
Primitivament va ser residència d'estiueig de la família Fivaller. Tanmateix a mitjan segle xvii, per enllaç matrimonial d'aquesta família amb els Pol, els Fivaller passaren a ocupar la Casa Pol, tot mantenint la propietat d'ambdues masies fins al segle xix. En aquest segle, per extinció de la branca masculina dels Fivaller, aquesta família emparentava amb els Martorell, actuals propietaris d'aquesta.
Segons consta en una referència documental, sembla que a Teià havia existit el Senyoriu de Les Set Cases, vinclat amb la família Fivaller, i aquesta seria una d'elles.
La masia fou restaurada pel pintor Romà Vallès, qui va adaptar l'antic graner de la part alta com a estudi.